# A Southern Oregon Raiders amerikaifutball-csapata
A A Southern Oregon Raiders amerikaifutball-csapata a Frontier Conference társult tagjaként a National Association of Intercollegiate Athleticsben képviseli a Dél-oregoni Egyetemet. Az 1927-ben alapított csapat otthona az ötezer fős befogadóképességű, ashlandi Raider Stadion.
23 játékosuk nyerte el az All-American címet, kettőt pedig Academic All-America-csapatok igazoltak le. Kettő játékost igazoltak le az NFL Draft keretében; 1998-ban Jeff Beathard volt Mr. Irrelevant, az a játékos, akit az utolsó pillanatban igazolnak. A csapat hagyományosan a Montana Tech Orediggersszel, a Carroll Fighting Saintsszel és a Western Oregon Wolvesszal rivalizál.

## Története

### A kezdetektől a második világháborúig (1927–45)
1896-ban a Dél-oregoni Állami Tanítóképző hallgatója amerikaifutball-mérkőzést rendezett az intézmény és az Ashlandi Sportklub között, amit 18–0-ra megnyertek. A következő években környékbeli középiskolák (főleg az Ashlandi Középiskola) ellen játszottak, majd 1899-ben és 1900-ban is nulla pontot szereztek a Webfoots elleni játékokon. 1900-ban a tanítóképző egyik oktatója a játékot szervezett keretek közé terelte, majd az iskola 1909-ben finanszírozási problémák miatt bezárt.
Az 1926-ban újranyílt intézmény amerikaifutball-edzője és atlétikai igazgatója 1927-ben Roy McNeal, a Puget Sound-i Egyetem munkatársa lett. Az iskolának nem volt sportlétesítménye, a férfi hallgatók száma pedig alacsony volt; utóbbit a rektor a sporttal próbálta növelni. Útépítők a közelben kialakítottak egy sportpályát, az egyetem pedig mezeket vásárolt. Az ezt követő harmadik mérkőzéssel elkezdődött az Oregoni Tanítóképző (ma Nyugat-oregoni Egyetem) elleni rivalizálás. 19–12-es győzelmével a Dél-oregoni Állami Tanítóképző a tanítóképzők nem hivatalos bajnoka lett.
A második szezonban ötből csak egy játékot nyertek meg. Az Oregon State Beavers elleni mérkőzésen Max Newsom egy védőmozdulat következtében kialakult belső vérzés miatt a pályán összeesett és elhunyt. 1929-ben Cylde Hines, a tanítóképző első afroamerikai hallgatója is a csapat tagja lett, azonban a szegregáció és az Oregoni Tanítóképző csapatának rasszista viselkedése miatt Roy McNeal a két iskola közötti játékokat két évre felfüggesztette. Az edző következő két szezonját a csapat megnyerte, a másodikban nem szenvedtek el egy vereséget sem. Az 1932-es szezon kezdete előtt McNeal lemondott és az iskola földrajzoktatója lett. Utódja Howard Hobson középiskolai kosárlabdaedző lett, akinek nem voltak a sportággal kapcsolatos ismeretei.
Hobson tapasztalatlansága ellenére a szezonban a csapat mindössze egyszer kapott ki. A hiányos edzői útmutatás miatt a játékosok saját trükkjeiket alkalmazták. 1933-ban kétszer vesztettek, és 1927 óta először nyertek az Oregoni Tanítóképző ellen. Hobson ezután energiáit a kosárlabdára fordította, és több játékost is átcsábított. Egy sikertelen szezont követően az Oregon Ducks kosárlabdacsapatához távozott. Utódja a szintén kosárlabdára koncentráló Jean Eberheart lett; az 1937-es és 1938-as sikertelen szezonokat követően az iskola az amerikai futballt felfüggesztette, a második világháború kezdetekor pedig a csapat megszűnt.

### A háború után (1946–70)
Al Akins vezetőedző tizenöt éve alatt a Raiders hétszer volt konferenciabajnok. 18 évvel Akins utolsó szezonja után legyőzték a Central Washington Wildcatst, majd a negyeddöntőben kikaptak a Colorado Mesa Maverickstől. 2001-ben és 2002-ben is részt vettek a NAIA negyeddöntőjében, ahol mindkétszer kikaptak a Carroll Fighting Saintstől.

### Konferenciaváltás (1971–98)
Mivel a Seattle Redhawks I-es divízióba lépésével az NCAA II-es divíziójában a Great Northwest Athletic Conference részeként csak kilenc csapat maradt. A Raiders a helyükre lépett volna, de erre nem került sor. 2010 novemberében Steve Helminiakot elbocsátották, utódja Craig Howard, a floridai Nease Középiskola edzője lett.

### Frontier Conference (1999–)
2014 decemberében Floridában megnyerték a NAIA nemzeti bajnokságát. A mérkőzés előtti napon Austin Dodge lett a NAIA Év játékosa.

## Konferenciatagságok
- 1927–38: Független
- 1939–45: Nem játszottak
- 1946: Független
- 1947–52: Far West Conference
- 1953–55: NAIA független
- 1956–65: Oregon Collegiate Conference
- 1966–70: NAIA független
- 1971–84: Evergreen Conference
- 1985–86: Columbia Football League
- 1987–94: Columbia Football Association – Mount Hood League
- 1995–98: Columbia Football Association
- 1999–2011: NAIA független
- 2012: Frontier Conference

## Konferenciabajnokságok
| Szezon        | Konferencia                  | Eredmény |
| ------------- | ---------------------------- | -------- |
| 1946          | Far West Conference          | 8–0      |
| 1947          | Far West Conference          | 7–2      |
| 1948          | Far West Conference          | 5–5      |
| 1955†         | Oregon Collegiate Conference | 4–5      |
| 1957          | Oregon Collegiate Conference | 6–2–1    |
| 1961          | Oregon Collegiate Conference | 5–4      |
| 1962          | Oregon Collegiate Conference | 8–1      |
| 1964†         | Oregon Collegiate Conference | 6–2–1    |
| 1965          | Oregon Collegiate Conference | 5–3–1    |
| 1983          | NAIA District II             | 9–2      |
| 1990          | Mount Hood League            | 6–3      |
| 2001          | NAIA független               | 9–2      |
| 2012          | Frontier Conference          | 9–3      |
| †: társbajnok |                              |          |

## Vezetőedzők
| Aktív évek | Edző            | Eredmény |
| ---------- | --------------- | -------- |
| 1927–31    | Roy McNeal      | 13–5–9   |
| 1932–34    | Howard Hobson   | 12–1–7   |
| 1935–38    | Jean Eberheart  | 3–3–18   |
| 1946–50    | Al Simpson      | 27–1–16  |
| 1951       | William Abbey   | 1–0–8    |
| 1952–54    | Alex Petersen   | 8–0–14   |
| 1955–69    | Al Akins        | 71–3–62  |
| 1970–71    | Larry Kramer    | 3–17     |
| 1972–79    | Scott Johnson   | 35–0–39  |
| 1980–88    | Chuck Mills     | 44–1–47  |
| 1989–95    | Jim Palazzolo   | 30–2–31  |
| 1996–2004  | Jeff Olson      | 50–36    |
| 2005       | Shay McClure    | 1–0–9    |
| 2006–10    | Steve Helminiak | 16–31    |
| 2011–17    | Craig Howard    | 34–14    |
| 2017–      | Charlie Hall    | 32–26    |

## Nevezetes játékosok
| Játékos            | Egyetemi jogviszony |
| ------------------ | ------------------- |
| Mark Helfrich      | 1992–1995           |
| Andrae Thurman     | 2003                |
| Kellan Quick       | 2002–06             |
| Bryan Lee-Lauduski | 2006–08             |
| Aldrick Rosas      | 2013–14             |

## Díjazottak
- Roger VanDeZande – 2001-es Év edzőhelyettese[17]

## Fordítás
- Ez a szócikk részben vagy egészben  a   Southern Oregon Raiders football című angol Wikipédia-szócikk ezen változatának fordításán alapul.  Az eredeti cikk szerkesztőit annak laptörténete sorolja fel. Ez a jelzés csupán a megfogalmazás eredetét és a szerzői jogokat jelzi, nem szolgál a cikkben szereplő információk forrásmegjelöléseként.